# Sembung (Mengwi)
Sembung is een bestuurslaag in het regentschap Badung van de provincie Bali, Indonesië. Sembung telt 5066 inwoners (volkstelling 2010).